# Hieracium eggenense
Hieracium eggenense es una especie de planta con flor del género Hieracium, de la familia Asteraceae, orden Asterales.

## Distribución
Hieracium eggenense se distribuye por Noruega.

## Taxonomía
Fue descrita científicamente por Notø. Fue publicada en Kongel. Norske Vidensk. Selsk. Skr. (Trondheim).